# Xian de Wuxuan
Le xian de Wuxuan (chinois simplifié : 武宣县 ; chinois traditionnel : 武宣縣 ; pinyin : Wǔxuān Xiàn ; Zhuang : Mouxsien Yen) est un district administratif de la région autonome Zhuang du Guangxi en Chine. Il est placé sous la juridiction de la ville-préfecture de Laibin.

## Démographie
La population du district était de 401 964 habitants en 1999, dont 67.17 % de Zhuang, groupe ethnique principalement concentré dans cette région.